# Кошкино (Тихвинский район)
Кошкино — деревня в Шугозёрском сельском поселении Тихвинского района Ленинградской области.

## История

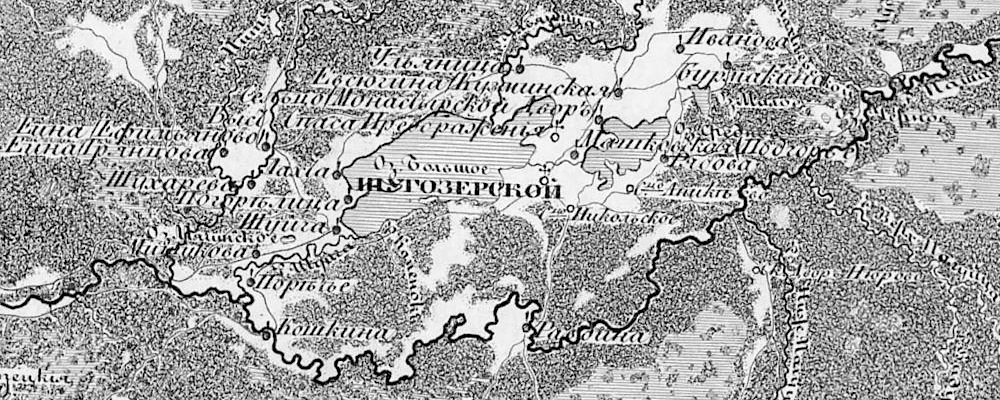
Деревня Кошкина на семитопографической карте Новгородской губернии 1847 года

КОШКИНО — деревня Мишковского общества, прихода Большешугозёрского погоста. Река Паша.

Крестьянских дворов — 14. Строений — 30, в том числе жилых — 23.

Число жителей по семейным спискам 1879 г.: 40 м. п., 44 ж. п.; по приходским сведениям 1879 г.: 38 м. п., 41 ж. п.

По данным «Трудов комиссии по исследованию кустарной промышленности в России» выпуска 1882 года деревня насчитывала 17 крестьянских дворов, число мужских душ в деревне — 37.
В конце XIX — начале XX века деревня административно относилась к Кузьминской волости 2-го земского участка 2-го стана Тихвинского уезда Новгородской губернии.

КОШКИНО — деревня Мишковского общества, дворов — 19, жилых домов — 28, число жителей: 58 м. п., 54 ж. п.
 
Занятия жителей — земледелие, рубка и сплав леса. Река Паша. 2 мелочных лавки. (1910 год)

По сведениям на 1 января 1913 года в деревне было 130 жителей из них детей в возрасте от 8 до 11 лет — 16 человек.
С 1917 по 1918 год деревня Кошкино входила в состав Кузьминской волости Тихвинского уезда Новгородской губернии. 
С 1918 года в составе Череповецкой губернии.
С 1924 года в составе Капшинской волости.
С 1927 года в составе Погорельского сельсовета Капшинского района.
В 1928 году население деревни Кошкино составляло 122 человека.
Согласно карте Ленинградской области Северо-западного аэрогеодезического треста ГГУ издания 1932 года деревня насчитывала 14 крестьянских дворов. В деревне находилась мукомольная водяная мельница:
| Внешние изображения | Внешние изображения                |
| ------------------- | ---------------------------------- |
|                     | Деревня Кошкино на карте 1932 года |

По данным 1933 года деревня Кошкино входила в состав Погорельского сельсовета Капшинского района Ленинградской области.
С 1954 года в составе Кузьминского сельсовета.
В 1958 году население деревни Кошкино составляло 50 человек.
С 1963 года в составе Тихвинского района.
По данным 1966 и 1973 годов деревня Кошкино также входила в состав Кузьминского сельсовета.
По данным 1990 года деревня Кошкино входила в состав Шугозёрского сельсовета.
В 1997 году в деревне Кошкино Шугозёрской волости проживали 6 человек, в 2002 году — 2 человека (все русские).
В 2007 году в деревне Кошкино Шугозёрского СП проживали 2 человека, в 2010 году постоянного населения не было.

## География
Деревня расположена в северо-восточной части района к югу от автодороги 41К-946 (Озровичи — Пашозеро — Шугозеро — Ганьково).
Расстояние до административного центра поселения — 9 км.
Расстояние до ближайшей железнодорожной станции Тихвин — 66 км.
Деревня находится на левом берегу реки Паша.

## Демография
| 2007 | 2010 | 2017 |
| ---- | ---- | ---- |
| 2    | ↘0   | →0   |

Согласно данным Всероссийской переписи населения 2021 года в деревне постоянного населения не было.

## Улицы
Заречная.